# Pomnik Bohaterów Powstania Węgierskiego
Pomnik Bohaterów Powstania Węgierskiego (Pomnik powstańców węgierskich) – pomnik we Wrocławiu, upamiętniający powstańców węgierskich z 1956 roku. Pomnik położony jest w obrębie Nadodrza, w ciągu Bulwaru Słonecznego biegnącego wzdłuż północnego brzegu Odry Północnej, a na południe od Trasy Mieszczańskiej (ulicy Bolesława Drobnera). Autorem pomnika jest Monika Molenda. Odsłonięcie pomnika przez prezydenta Wrocławia Rafała Dutkiewicza oraz ambasadora Węgier Michaly Györa miało miejsce 2 listopada 2006 r., w 50. rocznicę wydarzeń na Węgrzech.
Rzeźba ma formę trójkolorowej, rozdartej flagi węgierskiej. Zamocowana jest do postumentu, na którym umieszczono inskrypcje w trzech językach: polskim, węgierskim i angielskim.